# Association sportive jeunesse Soyaux-Charente Femenino
La Asociación Deportiva Juvenil Soyaux-Charente Femenino es un club de fútbol femenino de Francia, con base en la ciudad de Soyaux. Fue fundado en 1968 bajo el nombre de Association Sportive de Soyaux. Juega sus encuentros de local en el Stade Léo-Lagrange, con una capacidad de 1.300 espectadores. Compite en la Division 1 Féminine desde 2013, la primera división del fútbol femenino en Francia.

## Historia
Fue fundado en 1968 bajo el nombre de Association Sportive de Soyaux. El club fue renombrado en 1982 a Association Sportive Jeunesse de Soyaux-Charente.
En el 2019, el equipo se fusionó con el  Angoulême-Soyaux Charente, y pasó a ser la sección femenina del club.

## Palmarés
- D1 Féminine: 1984